# Ashraf Pahlaví
Ashraf Pahlaví (persa: اشرف پهلوی, Aŝraf Pahlawi) (Teheran, Iran, 26 d'octubre de 1919 - Montecarlo, Mònaco, 7 de gener de 2016) va ser la germana bessona de Mohammad Reza Pahlaví (1919-1980), últim xa de l'Iran i membre de la casa Pahlaví. El seu títol era el de shahdokht, ‘princesa’.

## Biografia
Ashraf Pahlaví va néixer el 26 d'octubre de 1919, sent la tercera filla de l'oficial de la brigada cosaca d'Ahmad Shah Qayar, Reza Jan Mirpanŷ Savadkuhí, comandant del regiment de Hamadán (conegut després de la seva coronació com a Reza Shah Pahlaví) (1877-1944), amb la segona esposa, Nimtaŷ Ayromlú, després coneguda com a Tadj ol-Molouk Ayromlú. Va ser bessona del seu germà Mohammad Reza.
Dotada d'una forta personalitat, va exercir un paper destacat entre bastidors en la política cortesana iraniana sota el regnat del seu germà, ajudant a bon nombre de tecnòcrates educats a Occident a obtenir càrrecs i prebendes, en particular llocs ministerials. Ashraf Pahlaví va ser criticada com a expressió de les pitjors característiques del govern de la dinastia, mentre que altres analistes afirmen que tal valoració correspon a una perspectiva misògina. Ashraf Pahlaví va ser el membre de major edat de l'estirp dels Pahlaví. A part de publicar les seves memòries a mitjan 90, no va realitzar aparicions públiques des de 1981, dos anys després de la Revolució Islàmica de 1979.
La princesa va afirmar en les seves memòries:
| « | Fa dues dècades, els periodistes francesos em van nomenar «La Panthère Noire» (La pantera negra). Haig de reconèixer que m'agrada més aquest nom, i que en alguns aspectes em convé. Igual que la pantera, la meva naturalesa és turbulenta, rebel, segura de si mateixa. Sovint, és solament a través de l'esforç extenuant com mantinc la meva reserva i el meu componiment en públic. Però, en veritat, de vegades m'agradaria estar armada amb les urpes de la pantera perquè pogués atacar els enemics del meu país. | » |

Des de la Revolució iraniana, la princesa vivia en un palau a Nova York, concretament en Beekman Place, immoble que es va posar a la venda el 2015. Va habitar també una mansió a París i una casa de camp a Juan-les-Pins, a la Costa Blava.
Dominava els idiomes anglès, francès i persa. Ashraf Pahlaví va morir a Montecarlo el 7 de gener de 2016 amb 96 anys; estava a l'exili d'ençà del 1979, per la revolució islàmica de l'Iran.

## Treballs publicats
- Faces in a Mirror: Memoirs from Exile (1980). (anglès)
- Time for Truth (1995).
- Jamais Résignée (1981). (francès)

Va fer traduccions de nombrosos llibres del francès al persa.

## Patronatges
- Presidenta de l'Organització de Dones de l'Iran.
- Presidenta de la Comissió de les Nacions Unides sobre les Dones.
- Assessora de la Conferència Mundial de les Dones (1975).[6]

## Distincions honorífiques
Iranianes:
- Dama de l'Orde del Sol [de Segona classe] (Imperi de l'Iran, 26/09/1967).[7]
- Dama de l'Ordre de les Plèiades [de Segona classe] (Imperi de l'Iran, 11/10/1957).
- Medalla Commemorativa de la Coronació de Mohammad Rezā Shāh Pahlaví (Imperi de l'Iran, 26/10/1967).
- Medalla Commemorativa del 2.500 Aniversari de l'Imperi de l'Iran (Imperi de l'Iran, 14/10/1971).
- Medalla Commemorativa de la Celebració del 2.500 Aniversari de l'Imperi de l'Iran (Imperi de l'Iran, 15/10/1971).

Estrangeres:
- Medalla de l'Ordre de la Bandera Vermella del Treball (Unió Soviètica, 07/1946).
- Doctora Honoraria Causa per part de la Universitat Brandeis (1969, Waltham, Massachusetts, Estats Units).